# Procidaris
Procidaris is een geslacht van uitgestorven zee-egels uit de familie Miocidaridae.

## Soorten
- Procidaris edwardsi (Wright, 1858) † Pliensbachien, Engeland.
- Procidaris lobatum (Wright, 1878) † Hettangien, Sinemurien, Engeland.